# ديفيد جراف
ديفيد جراف هو دراج سويسري، ولد في 8 سبتمبر 1989 في فينترتور في سويسرا.

## وصلات خارجية
- دايفيد غراف على موقع نتائج كأس العالم لسباقات دراجات (بي.أم.إكس) (الإنجليزية)
- دايفيد غراف على موقع اللجنة الأولمبية الدولية (الإنجليزية)
- دايفيد غراف على موقع أوليمبيديا (الإنجليزية)